# Aleksandr Nikonow
Aleksandr Nikonow (ros. Александр Матвеевич Никонов; ur. 19 sierpnia?/31 sierpnia 1893 w Lelikowie, zm. 26 października 1937 w Moskwie) – jeden z szefów wywiadu Armii Czerwonej (Razwiedupr), komdiw, zamordowany podczas wielkiego terroru w 1937.
Od 1918 członek partii bolszewickiej, uczestnik wojny domowej; później przeniesiony do wojsk pogranicznych. Od 1921 w wywiadzie wojskowym Armii Czerwonej jako szef Wydziału III Informacyjno-Statystycznego.
Od 1925 do 1929 i od 1935 do sierpnia 1937 zastępca szefów Razwiedupru – Jana Bierzina, Siemiona Urickiego i ponownie Jana Berzina. Po usunięciu Berzina z Razwiedupru 1 sierpnia 1937, Nikonow od 1 do 5 sierpnia 1937 był pełniącym obowiązki szefa Razwiedupru.
Podczas wielkiej czystki aresztowany 3 października 1937 przez NKWD i oskarżony o „uczestnictwo w kontrrewolucyjnym spisku wojskowym”; 25 października 1937 skazany na śmierć przez Kolegium Wojskowe Sądu Najwyższego ZSRR, stracony następnego dnia. Skremowany w krematorium na Cmentarzu Dońskim, pochowany anonimowo, obecnie mogiła zbiorowa nr 1 na Nowym Cmentarzu Dońskim. 
Zrehabilitowany 19 maja 1956 postanowieniem Kolegium Wojskowego SN ZSRR.